# La Critique de l'École des femmes
La Critique de l'École des femmes est une comédie en un acte et en prose de Molière, lancée au théâtre du Palais-Royal le vendredi 1er juin 1663.

## Résumé
Deux femmes, Uranie (en référence à la muse de l'astronomie) et Élise, reçoivent des connaissances, et tous discutent de la pièce L'École des femmes qu'ils viennent de voir. Chacun possède un avis tranché : les uns ont aimé, les autres non.
Dans le camp des « contre », il y a le pédant Lysidas, auteur jaloux du succès de la pièce, le Marquis, personnage sot et prétentieux et Climène, qui affiche une pudeur et une dévotion aisément froissées.
Dans le camp des « pour », on trouve Dorante, ami de Molière, homme posé et tranquille, Uranie, la maîtresse de maison, et Élise, femme d'esprit, qui feint de soutenir le parti adverse, soulignant par son approbation indéfectible la faiblesse ou l'ineptie des arguments de ceux-ci.
Chacun reste sur ses positions, et l'annonce du souper servi sert de dénouement. Ils s'y rendent tous avec plaisir, chacun étant persuadé d'avoir emporté la discussion et de s'y être montré à son avantage.

## Quelques répliques célèbres
- « Il ne faut que voir les continuels éclats de rire que le parterre fait [à cette pièce]. Je ne veux point d'autre chose pour témoigner qu'elle ne vaut rien. » (Le Marquis, scène V)
- « Il y en a beaucoup que le trop d'esprit gâte, qui […] seraient bien fâchés d'être de l'avis des autres, pour avoir la gloire de décider. » (Dorante, scène V)
- « Ces sortes de comédies ne sont pas proprement des comédies […]. Cependant tout le monde donne là-dedans aujourd'hui ; on ne court plus qu'à cela, et l'on voit une solitude effroyable aux grands ouvrages, lorsque des sottises ont tout Paris. Je vous avoue que le cœur m'en saigne quelquefois, et cela est honteux pour la France. » (Lysidas, scène VI)
- « Si les pièces qui sont selon les règles ne plaisent pas et que celles qui plaisent ne soient pas selon les règles, il faudrait de nécessité que les règles eussent été mal faites. » (Dorante, scène VI)
- « Ah ma foi, oui, tarte à la crème ! voilà ce que j'avais remarqué tantôt ; tarte à la crème ! … Tarte à la crème, morbleu ! tarte à la crème !. » (Le Marquis, scène VI)
- « C'est une étrange entreprise que celle de faire rire les honnêtes gens » (Dorante, scène VI)
- « Je voudrais bien savoir si la grande règle de toutes les règles n'est pas de plaire, et si une pièce de théâtre qui a attrapé son but n'a pas suivi un bon chemin. » (Dorante, scène VI)
- « La tragédie, sans doute, a quelque chose de beau [...] mais la comédie a ses charmes. » (Uranie, scène VI)

## Distribution
| Acteurs ayant créé les rôles |              |
| Personnage                   | Acteur       |
| Uranie                       | Mlle de Brie |
| Élise                        | Mlle Molière |
| Climène                      | Mlle Du Parc |
| Galopin, laquais             |              |
| Le Marquis                   | Molière      |
| Dorante                      | Brécourt     |
| Lysidas, poète               | Du Croisy    |

## Querelle
Cette pièce déchaîna la contre-attaque de ceux qu'elle visait ou qui se croyaient visés. Parmi ces derniers, le duc de La Feuillade se crut ridiculisé par le personnage du petit Marquis qui répétait : « Tarte à la crème ! ». Il se vengea ignominieusement : comme Molière, qu'il avait abordé avec une feinte amabilité, s'inclinait poliment, le duc lui saisit la tête et la frotta contre les boutons tranchants de son habit en s'écriant : « Tarte à la crème, Molière, tarte à la crème ! », lui mettant le visage en sang. Le roi exprima son indignation mais ne châtia pas le duc, et l'affaire n'alla pas plus loin.